# 大阪站

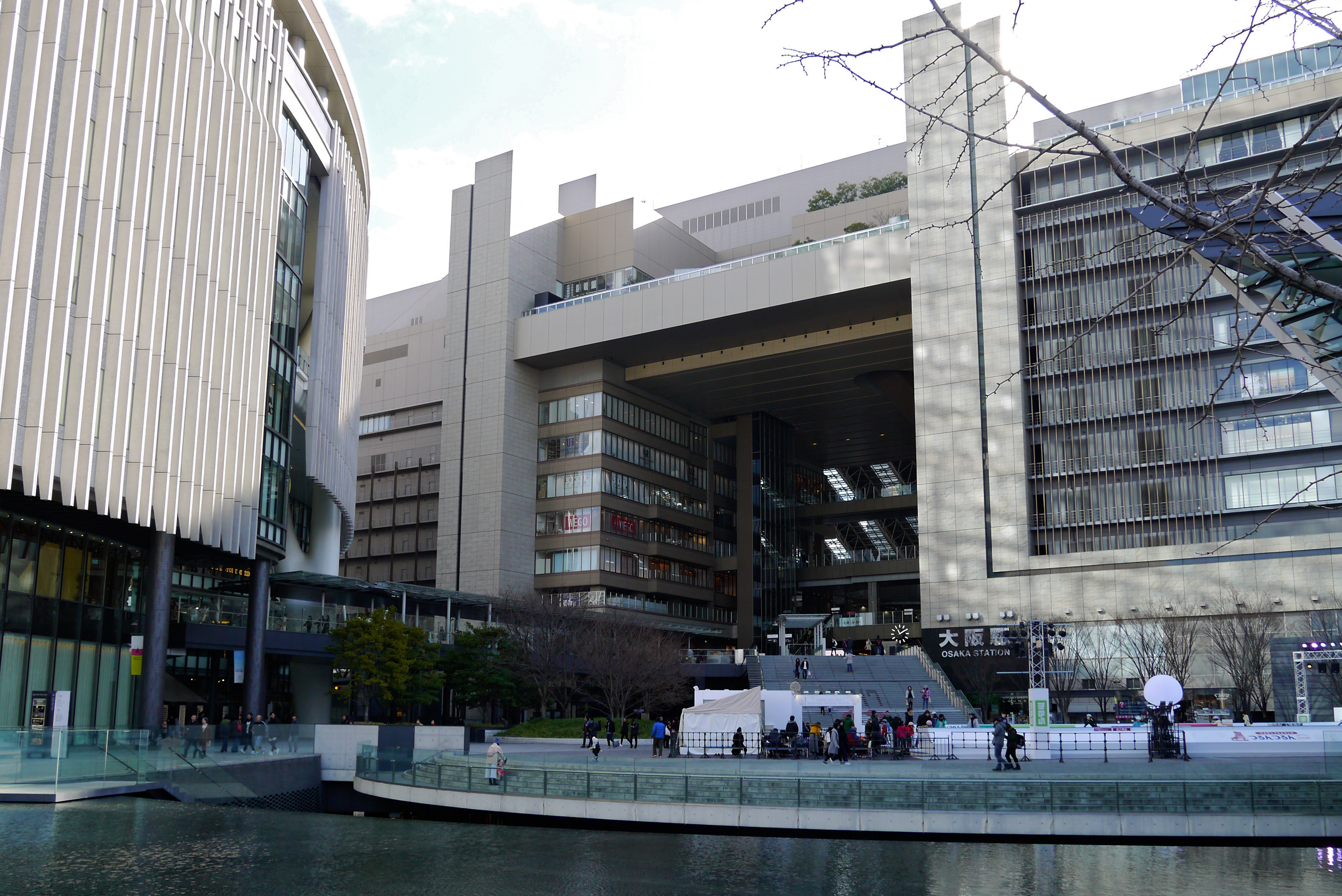
大阪站北口

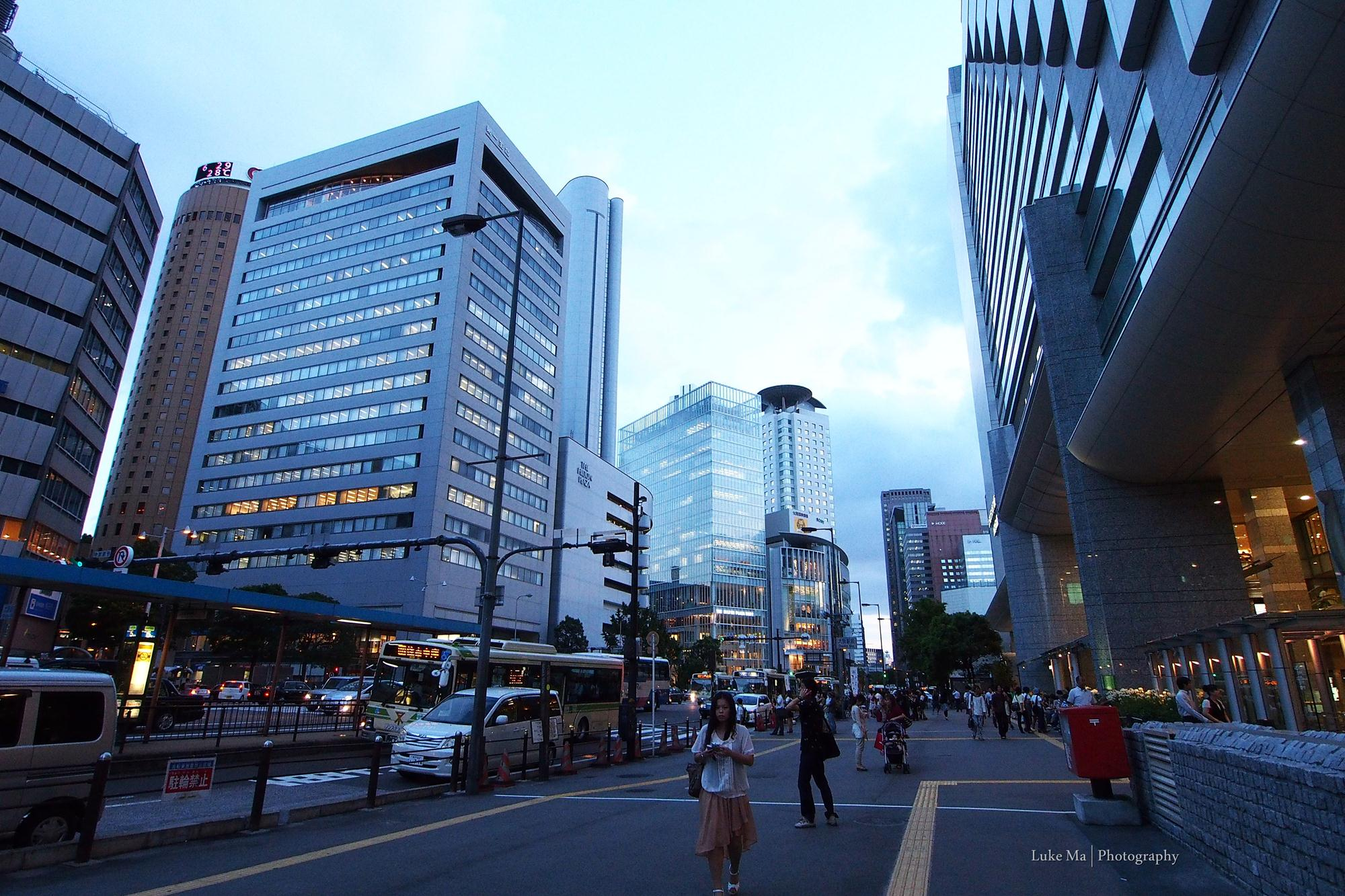
大阪站南口

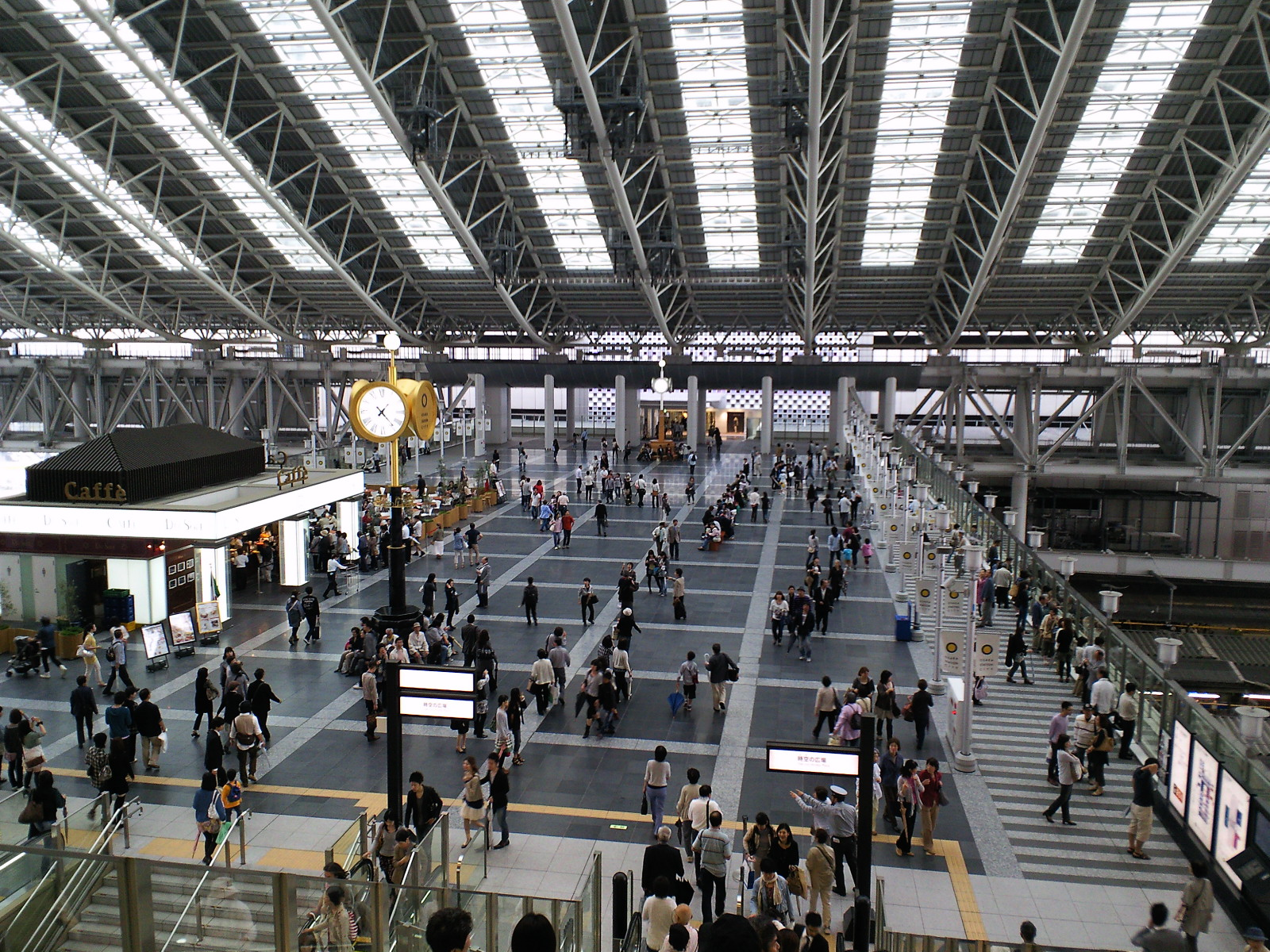
大阪站的「時空廣場」

大阪站（日语：〔〕／〔〕 Ōsaka eki */?）是一座位於日本大阪府大阪市北區，由西日本旅客鐵道（JR西日本）所經營管理的鐵路車站，也是日本關西地區最大都會大阪的代表車站。
大阪站每日使用人次，以出入檢票閘口的人次計算，單以JR各路線計算為85萬人次（2004年度），排名全日本第3位。假如將各鐵路公司所屬路線加總，則高達每日232萬人次（2002年度）。

## 概要
大阪站是在西日本中最大的車站，在近畿站百選第一回入選的車站。此車站為一個直營站，也同時會管理東海道本線塚本站。在JR的特定都區市內制度中，屬「大阪市內」的車站（中心站）。車站位於大阪市北面的玄關口，位於梅田附近，車站的東面和南面都是繁華的大阪都市。此車站曾經是許多長途列車的終點站、起發站或中途站，之後在1964年啟用的東海道新幹線（與之後的山陽新幹線）與新大阪站就取代了此地位。現時此車站是前往北陸/信州/北近畿/山陰方向特急列車的始發與終點站。而京阪神之城際連絡列車新快速也必須停此站。

## 所屬路線・轉乘路線

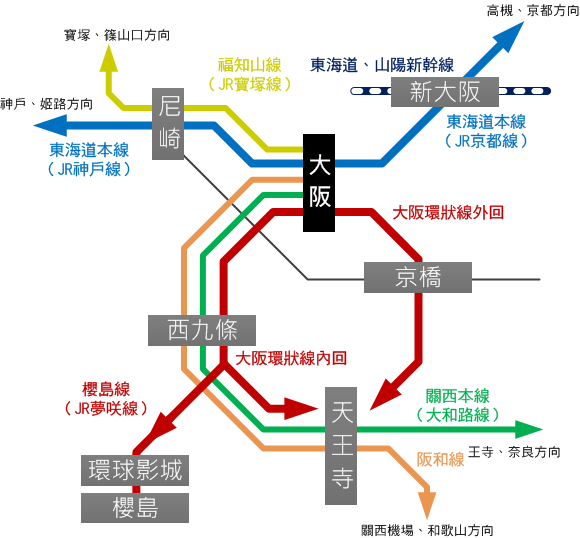
在大阪站出發的列車方向

東海道本線是此站的所屬線，另有大阪環狀線停靠，共2條路線。而以尼崎站為起點的福知山線列車直通至此站，只限普通列車與東海道本線的京都站方向互相直通運行。
根據JR西日本獨自的愛稱路線名，京都方向為「JR京都線」、神戶方向為「JR神戶線」、寶塚方向為「JR寶塚線」。在這些路線上，JR西日本的旅客導覽使用愛稱路線名。
當中，途經大阪環狀線的櫻島線（JR夢咲線）、關西本線（大和路線）、阪和線（關西機場線）直通列車也在此站到發。

## 車站構造
此車站的月台都是東西橫向在高架路段。由以前的7面13線，在2004年的工程減少至5面10線後，在2009年12月20日工程完成後，新的11號月台啟用，變為6面11線，直至現在。
在驗票口方面，共有五所出入口（御堂筋口、南口、中央口、櫻橋口、連絡口）。中央口與連絡口的驗票口會由第一層升第二中層後，進入各個月台。而南口與御堂筋口會直接由第一層再上一層進入各個月台，而連絡口則由第三層落一層進入各個月台。除了連絡口外，其他驗票口都可前往北新地站、梅田站、東梅田站、西梅田站轉乘各其他鐵路線。
在2010年11月1日，第三層的轉乘通道啟用，在2011年4月11日，第三層的轉乘通道旁的連絡口也開始啟用。
車站大廈
車站南面是一座27層，高122.3米的車站大廈「大阪Terminal大廈」，原名為「大阪Active」，大廈內設有大丸梅田店與格蘭比亞大阪酒店。此大廈的東面，由於進行再開發工程而把商業設施遷至「FROATCOURT」，而西面同時設置臨時設施「Travel COURT」，北面的商店（主要是餐廳）由於工程關係被拆卸。
車站Naka
御堂筋口對出是「EAST COURT mido」，是一個超豪華的超級市場與咖啡店（DELI CAFE），而中央口的「CENTRAL COUNT」就設有紀念品商店、餐廳與便利店。中央口與櫻橋口的連絡通道設有麵包圈店（BAGEL & BAGEL）、卷蛋糕店與咖啡店，中央口西面設有大阪GARE（於2011年3月31日關閉，取而代之是新商業設施ALBi，在2011年6月16日開幕）。
地下街
車站是連接大型地下街，當中包括大丸梅田店、crost等商店，也可由地下街前往地下鐵車站。

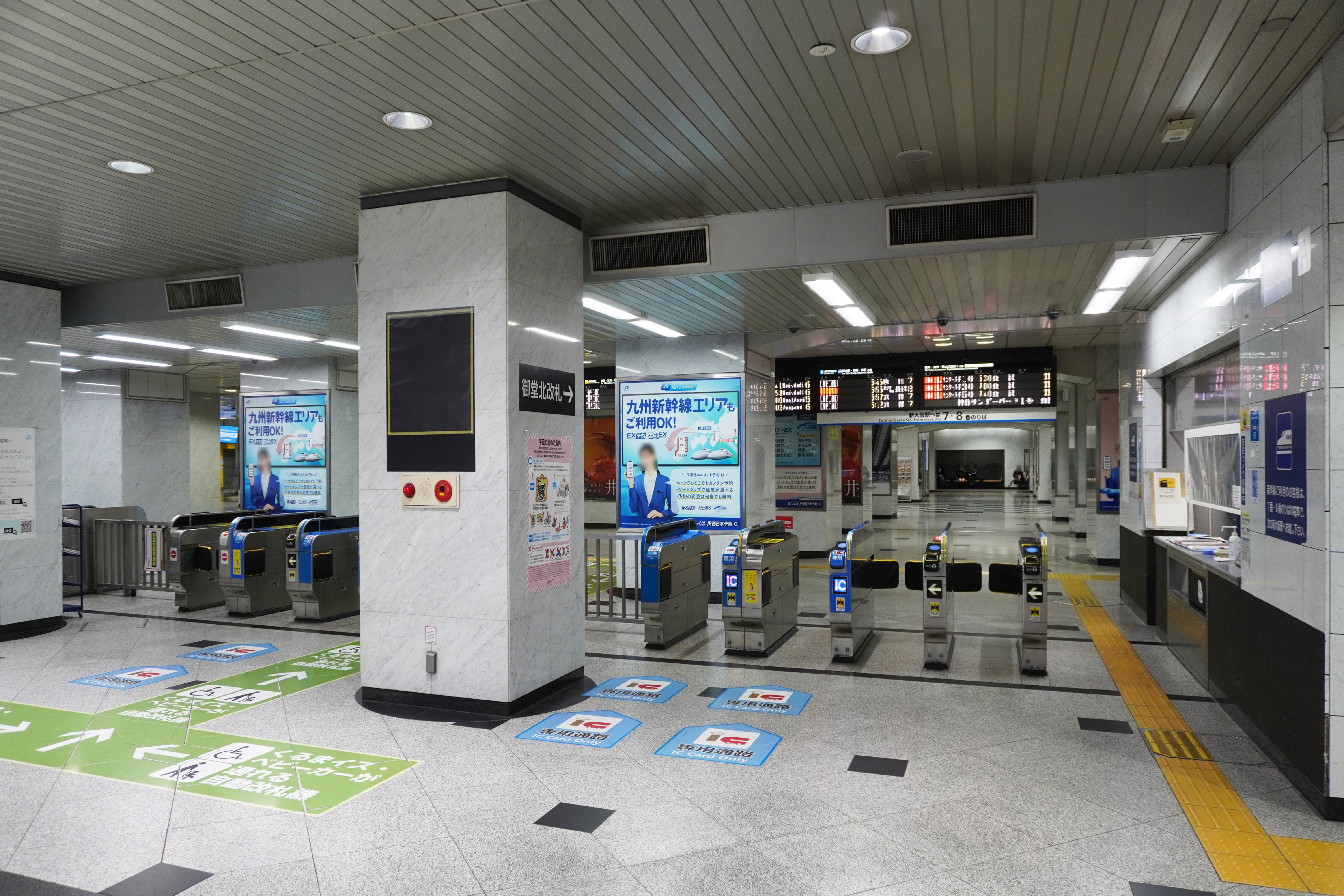
御堂筋驗票口(2023年2月)
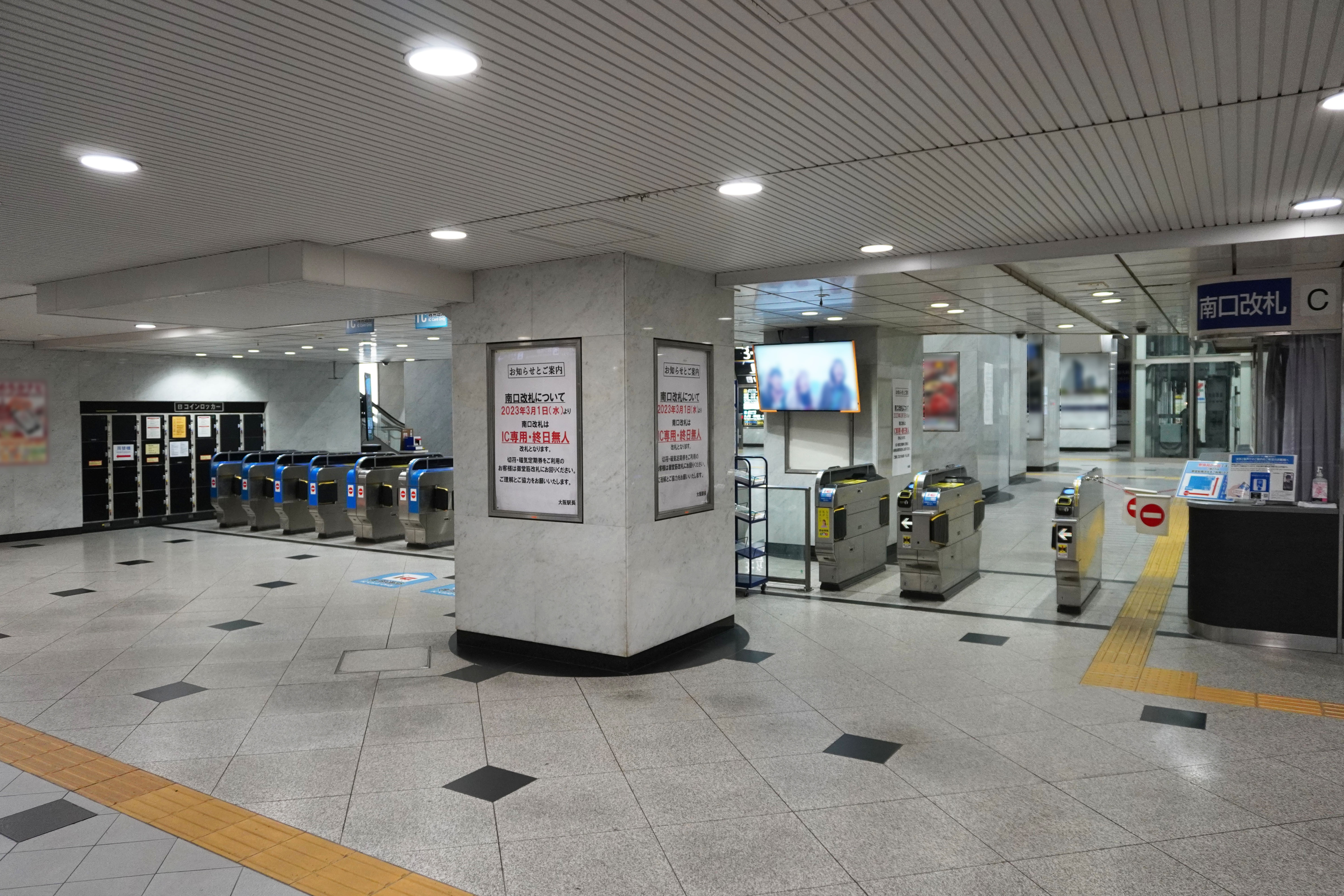
南驗票口(2023年2月)
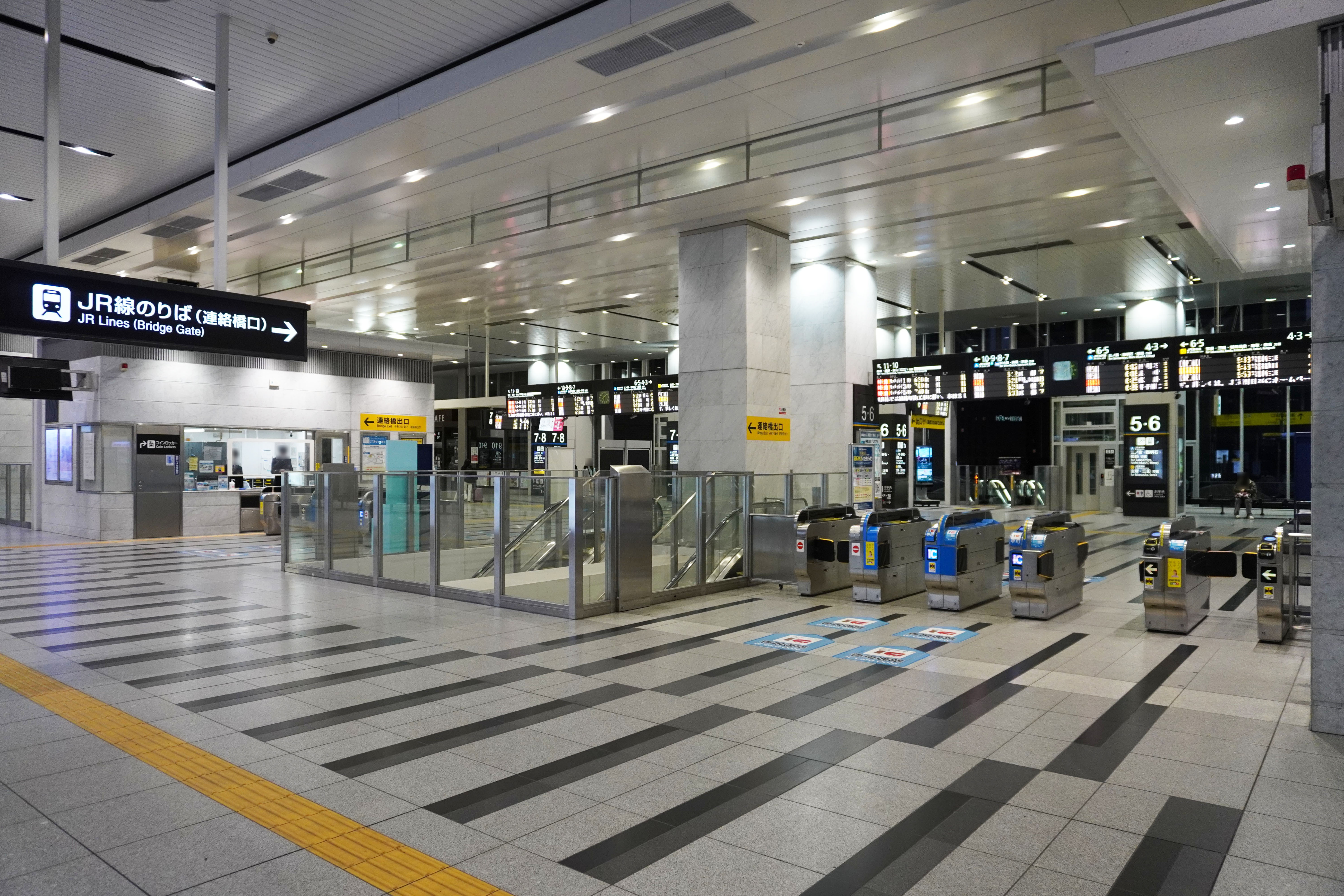
聯絡橋驗票口(2023年2月)
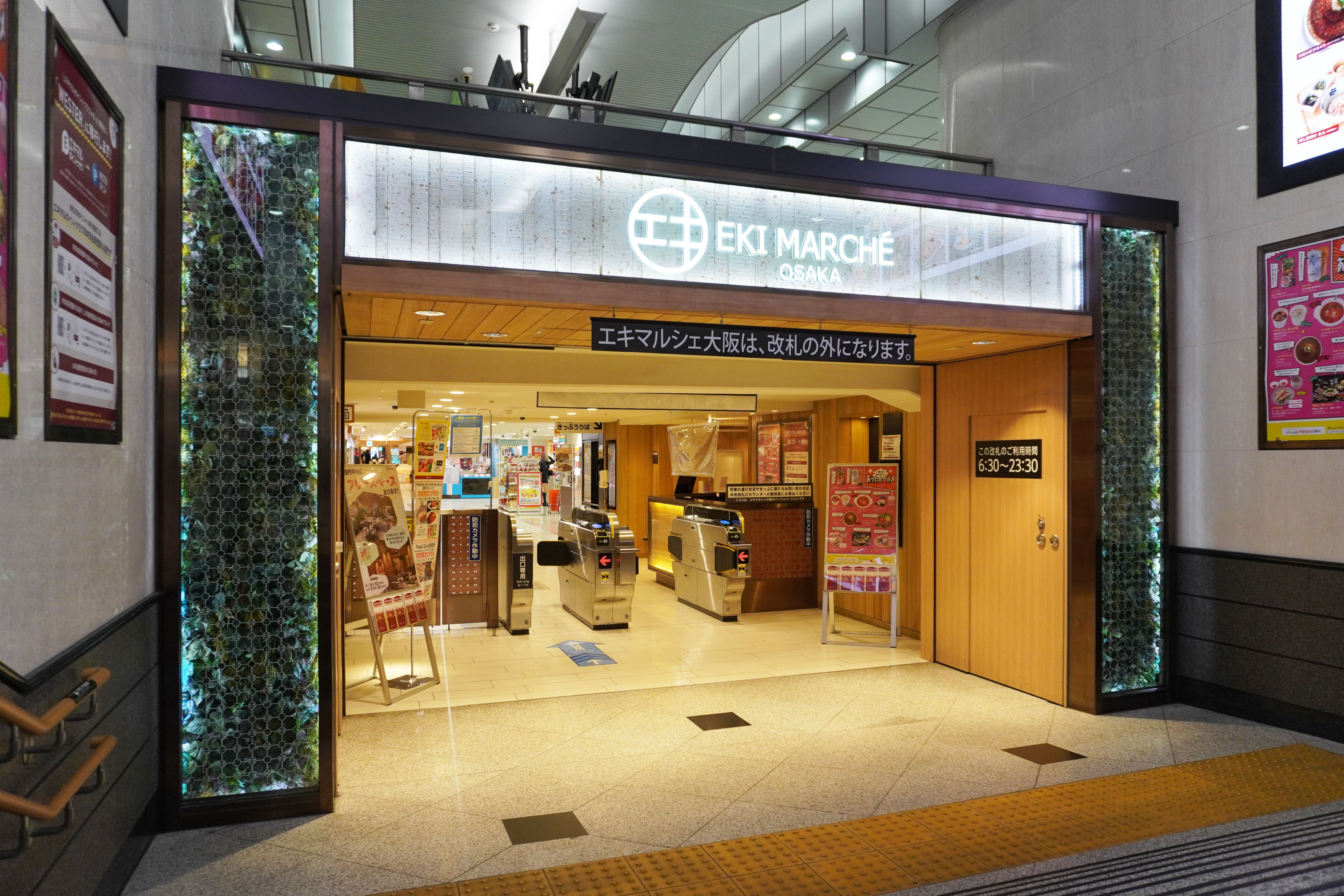
eki marché 驗票口(2023年2月)
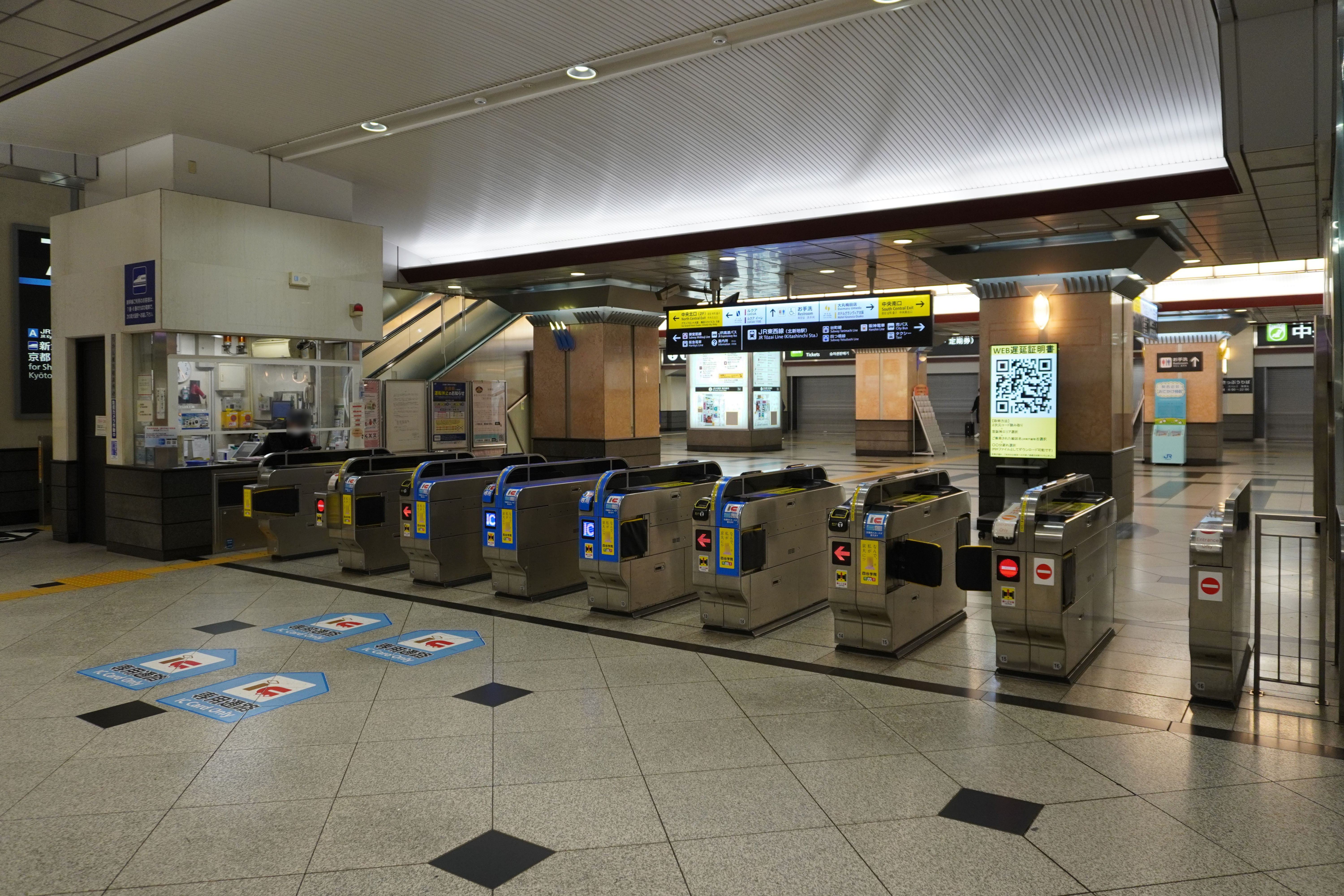
中央驗票口(2023年2月)
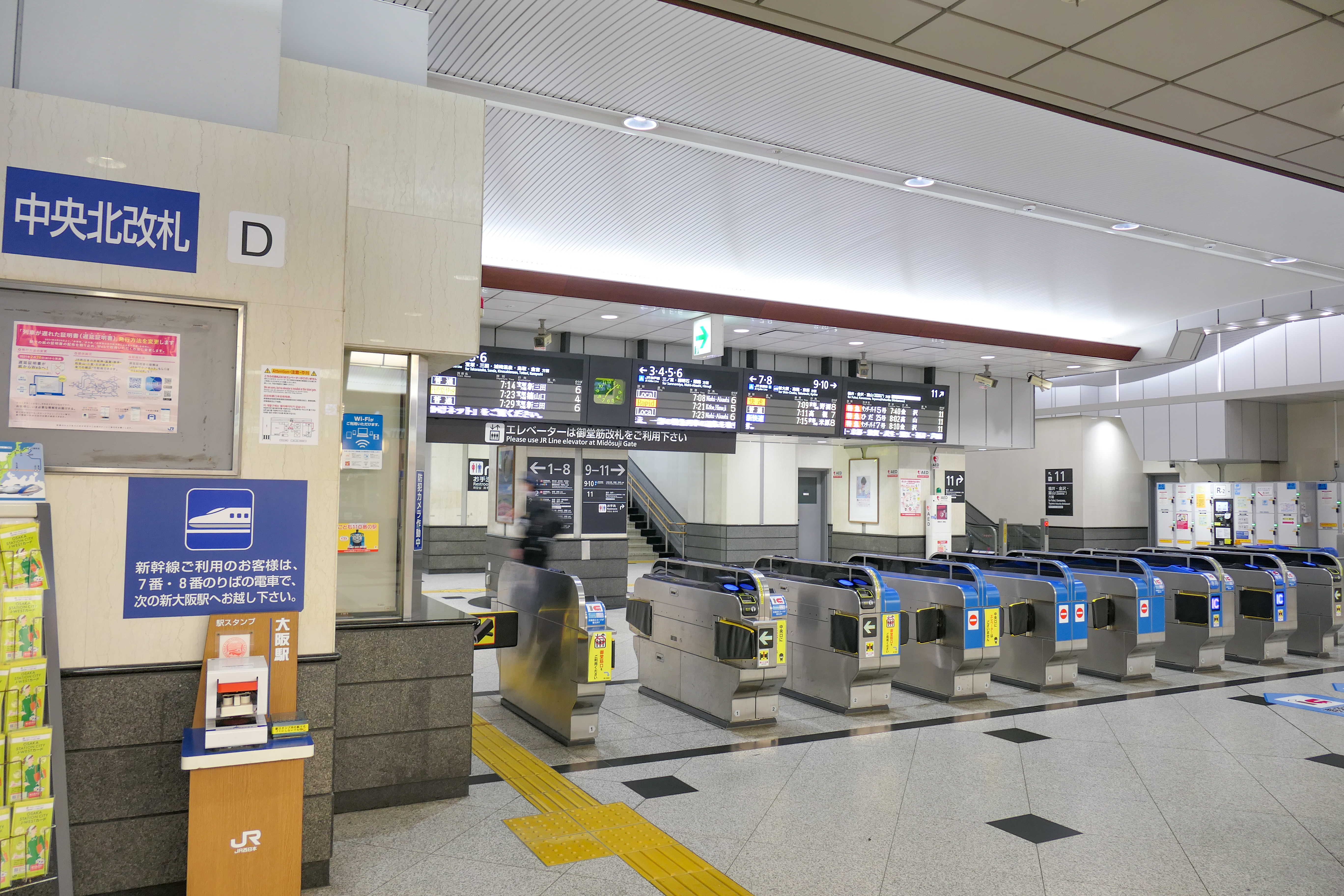
中央北驗票口(2021年12月)
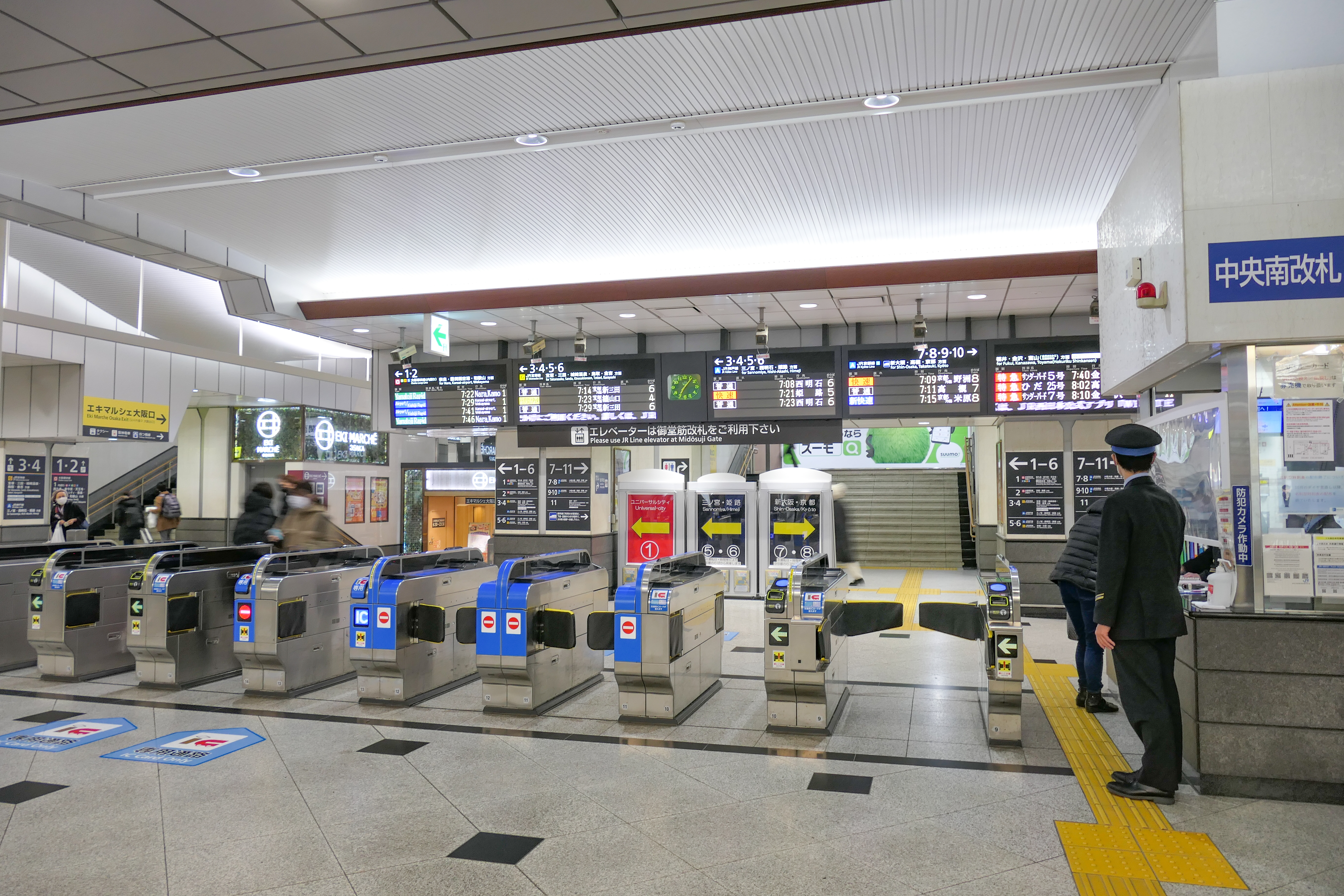
中央南驗票口(2021年12月)
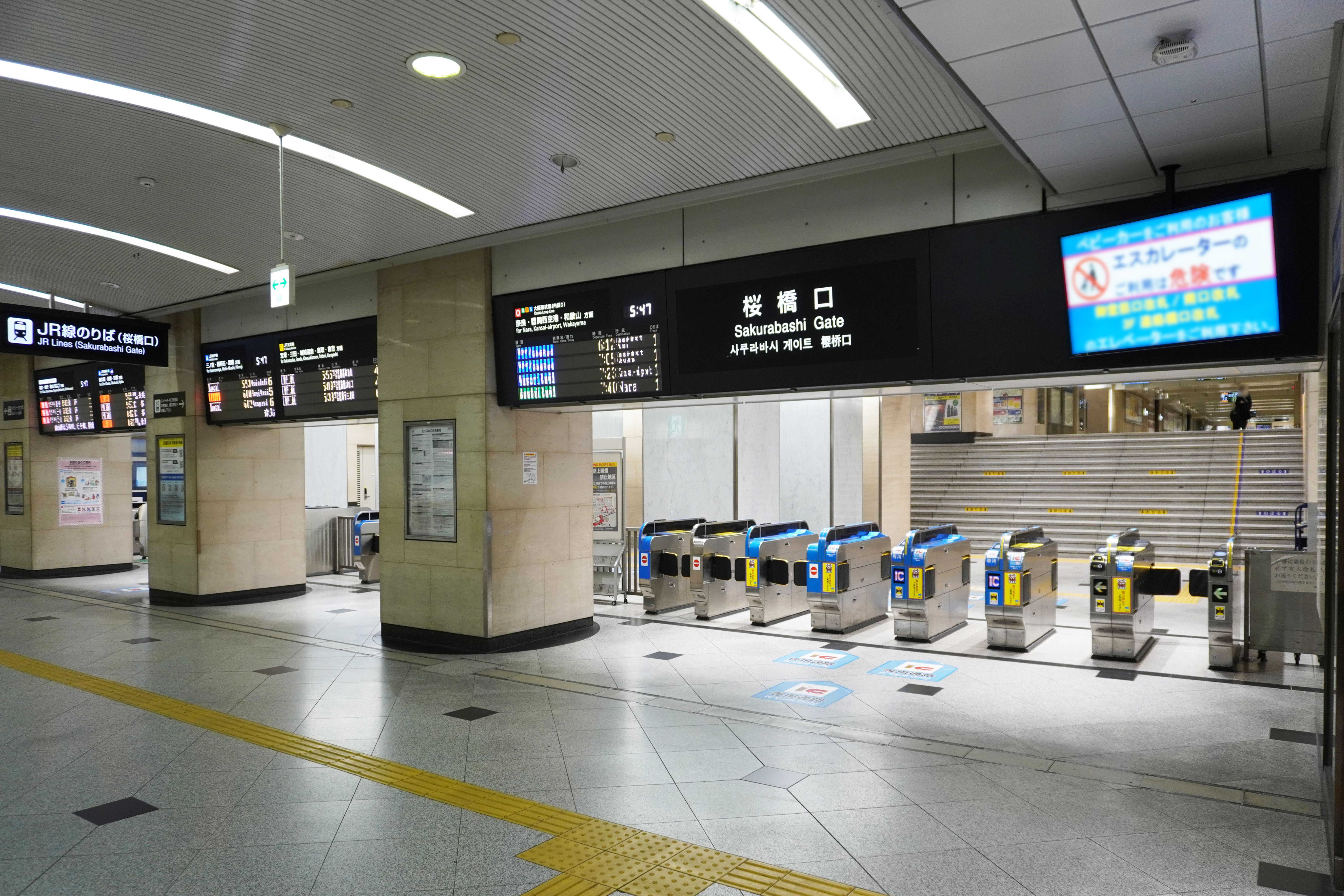
樱橋驗票口(2023年2月)
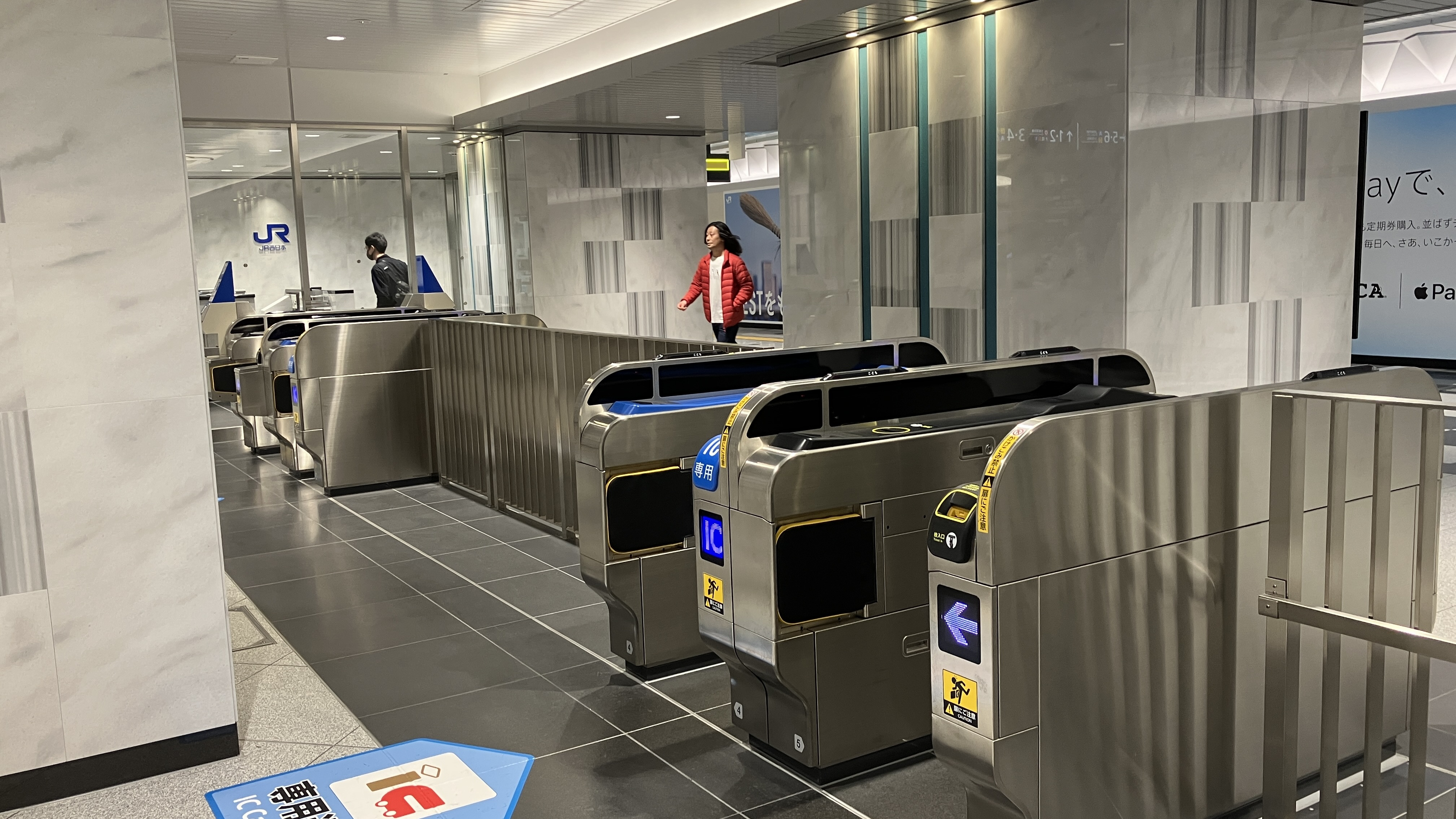
西驗票口(2023年11月)

### 月台配置
| 月台     | 路線                           | 目的地                     | 備註                                                                      |
| -------- | ------------------------------ | -------------------------- | ------------------------------------------------------------------------- |
| 高架月台 |                                |                            |                                                                           |
| 1        | 大阪環狀線（內環）             | 西九條、弁天町、天王寺方向 |                                                                           |
| 1        | JR夢咲線                       | 環球影城方向               |                                                                           |
| 1        | 大和路線                       | 王寺、奈良、加茂方向       | 只限大和路快速、區間快速，JR難波、柏原方向需於天王寺轉乘                  |
| 1        | 阪和線                         | 鳳、日根野、和歌山方向     | 只限紀州路快速，鶴丘、我孫子町、杉本町方向與B快速、區間快速需於天王寺轉乘 |
| 1        | 關西機場線                     | 關西機場方向               | 只限關空快速                                                              |
| 2        | 大阪環狀線（外環）             | 京橋、鶴橋、天王寺方向     | 關空、紀州路快速、大和路快速於該月台起各站停車                            |
| 3、4     | 福知山線 特急                  | 福知山、城崎溫泉方向       | 「東方白鸛」                                                              |
| 3、4     | 特急「超級白兔」               | 鳥取、倉吉方向             |                                                                           |
| 3、4     | 播但線 特急                    | 城崎溫泉、香住方向         | 「濱風」，原則上於4號月台開出                                             |
| 3、4     | JR寶塚線·福知山線              | 篠山口、福知山方向         |                                                                           |
| 3 - 6    | JR神戶線                       | 三之宮、姬路方向           |                                                                           |
| 6        | JR寶塚線                       | 寶塚、三田方向             |                                                                           |
| 7 - 10   | JR京都線                       | 新大阪、高槻、京都方向     |                                                                           |
| 10       | 東海道線上行 特急              | 草津、米原方向             | 「琵琶湖特快」                                                            |
| 11       | 東海道線上行 特急              | 敦賀方向                   | 「雷鳥」                                                                  |
| 11       | 東海道線上行 特急              | 高山方向                   | 「飛驒」                                                                  |
| 11       | 東海道線上行 特急              | 靜岡、橫濱、東京方向       | 「日出瀨戶、日出出雲」                                                    |
| 地下月台 |                                |                            |                                                                           |
| 21       | 關西機場／和歌山・南紀方向特急 | 下行                       | 關西機場方向「遙」 和歌山・白浜方向「黑潮」                               |
| 22       | 大阪東線                       | 上行                       | 新大阪・放出・久宝寺方向                                                  |
| 23       | 大阪東線                       | 上行                       | 新大阪・放出・久宝寺方向                                                  |
| 24       | 新大阪・京都方向特急           | 上行                       | 新大阪・京都方向「遙」・「黑潮」                                          |
|          |                                |                            |                                                                           |

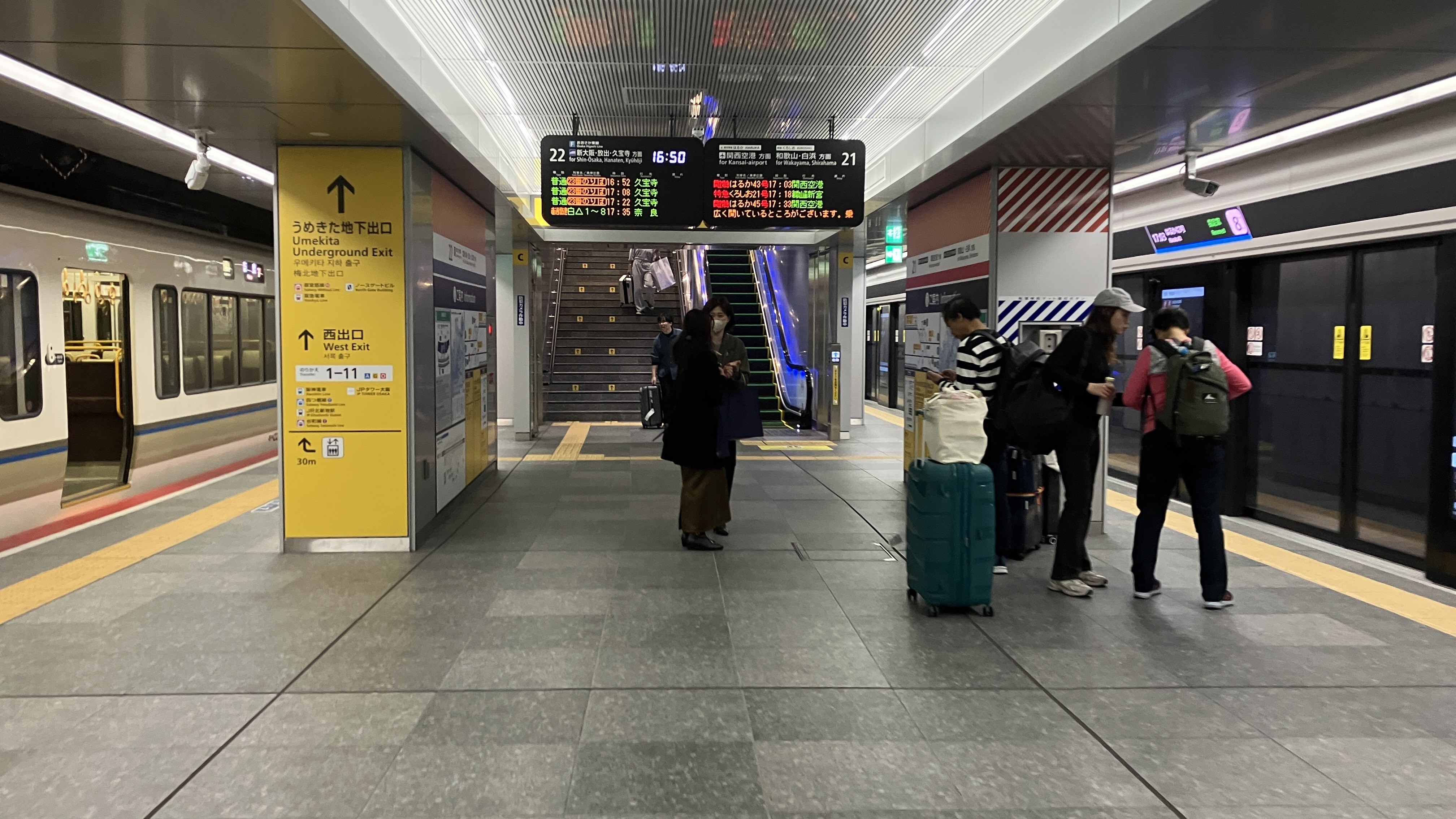
21號與22號月台(2023年11月)
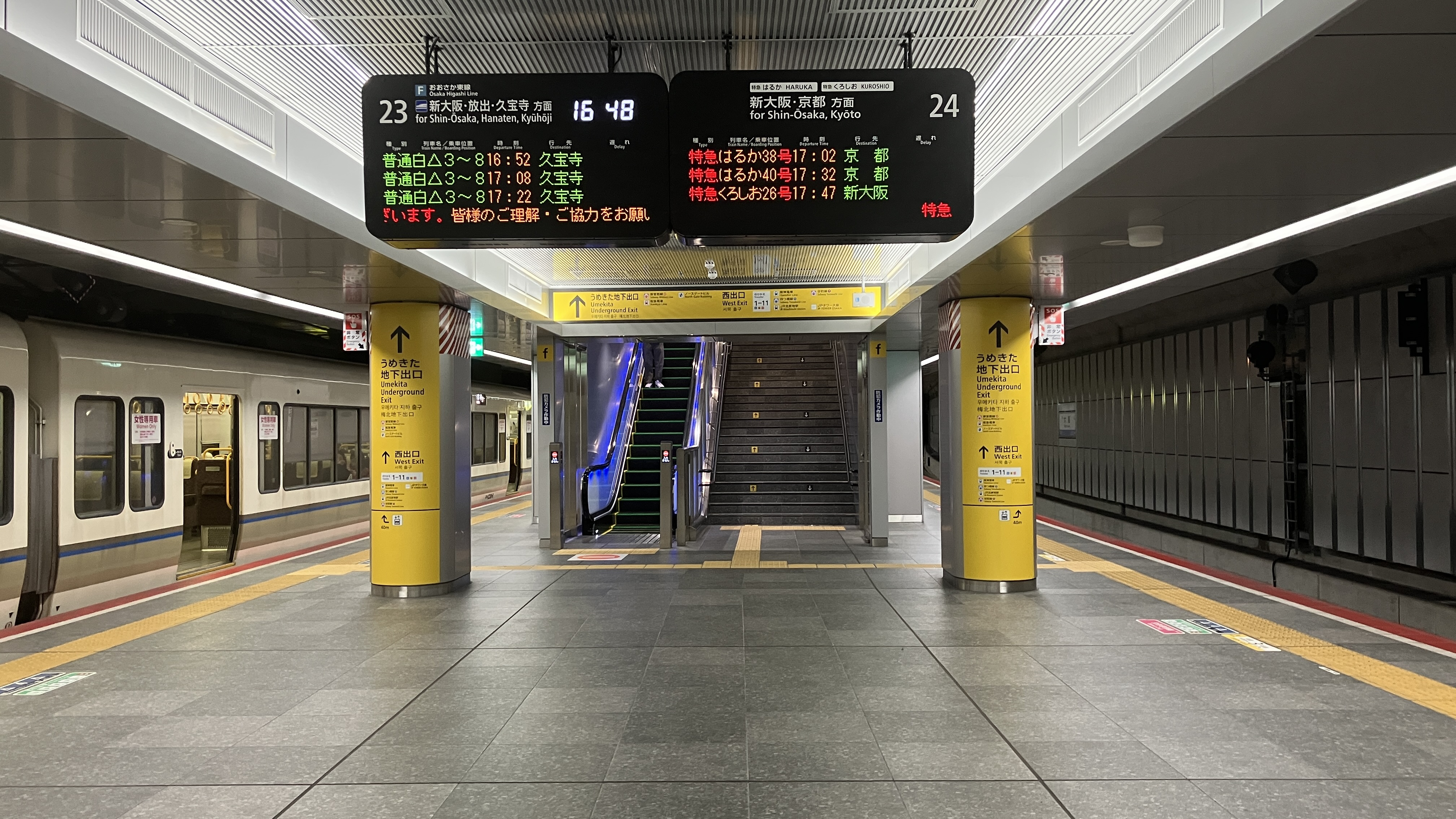
23號與24號月台(2023年11月)

## 列車與班次
參考

### 近距離列車
JR神戶線、京都線
在日中，一小時會有新快速、快速列車各4班及8班普通列車。在早上繁忙時間，新快速、快速列車會隔4分鐘一班，普通列車則8分鐘一班，在黃昏時，新快速及快速會隔7.5分鐘一班。
JR寶塚線
在日中，一小時會各有4班快速列車（包括丹波路快速）與普通列車。在早上與黃昏的班次會增多。
大阪環狀線
在日中，一小時會各有4班大和路快速、關空/紀州路快速與普通列車。在早上與黃昏的班次會增多。而在繁忙時間，會有櫻島線直通列車。

### 優等列車
以下是會停此站的優等列車：
- 北陸方向
  - 特急「雷鳥」（大阪站 - 敦賀站之間）
- 東海道、中央本線、高山本線方向
  - 寢台特急「瀨戶、出雲」（高松站/出雲市站 → 東京站之間)
  - 特急「飛驒」（大阪站 - 高山站之間）
  - 特急「琵琶湖特快」（米原站 - 大阪站之間）
- 山陰方向
  - 特急「白兔」（京都站 - 鳥取站/倉吉站之間）
  - 特急「濱風」（大阪站 - 香住站/濱坂站/鳥取站之間）
- 北近畿方向（經福知山線）
  - 特急「東方白鸛」（新大阪站 - 福知山站/豊岡站/城崎溫泉站之間）
- 關西機場／和歌山、南紀方向
  - 特急「遙」（京都站 - 關西機場站之間）
  - 特急「黑潮」（京都站 - 新宮站之間）

## 車站鄰近設施
- Acty大阪
  - 大丸梅田店
  - Granvia酒店大阪
- 阪急百貨店梅田本店
- 阪神百貨店梅田本店
- Yodobashi梅田
  - 友都八喜Multimedia梅田

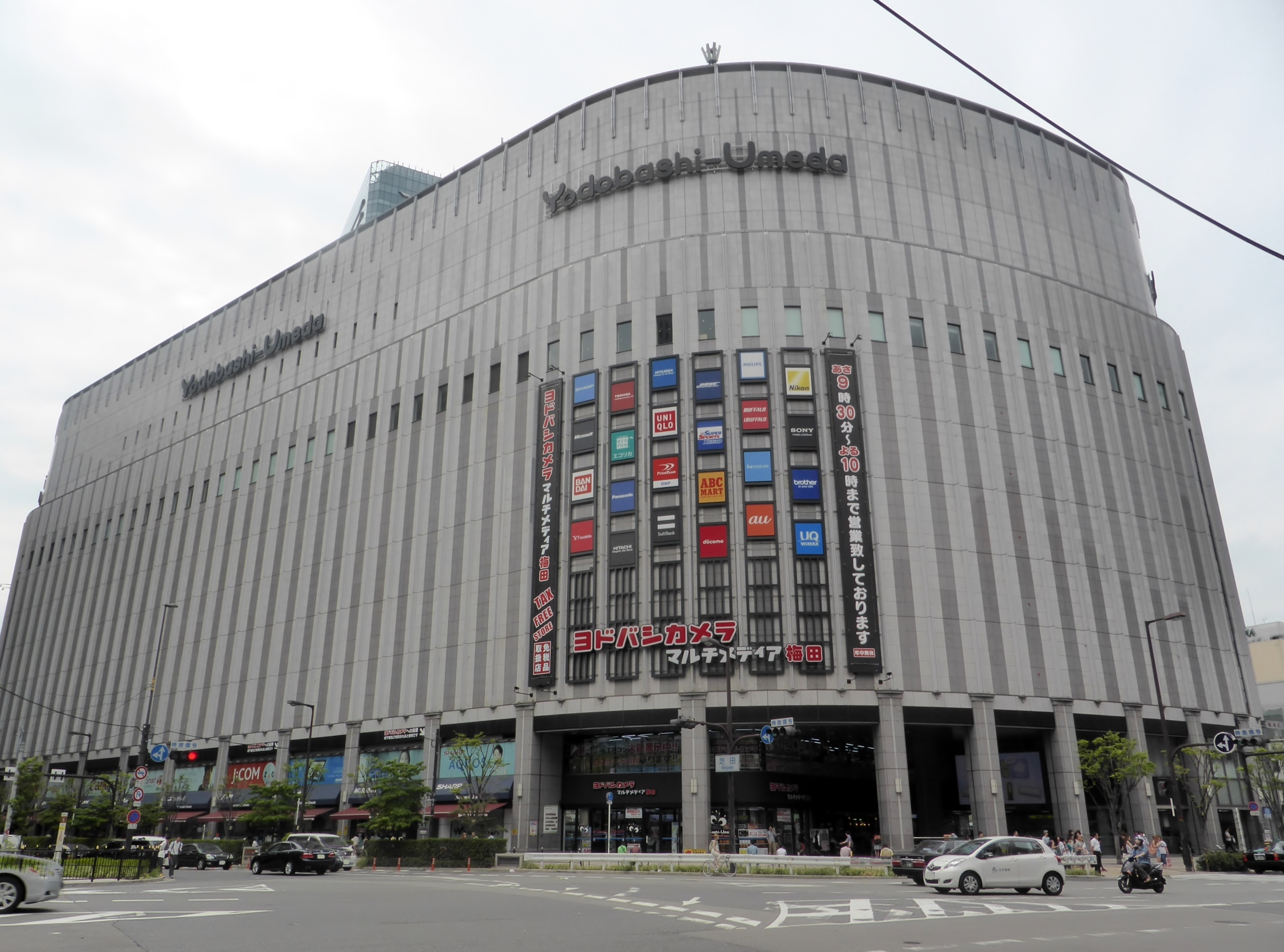
Yodobashi梅田大廈

- Travel Court（トラベルコート）（2011年前臨時站舍）
- Float Court（フロートコート）（2011年前臨時站舍）
- 大阪中央郵便局
- Diamor大阪（ディアモール大阪）
- E-Ma（イーマ）
- 大阪Maru大廈（大阪マルビル）
- 梅田DT Tower
- 大阪站前大廈（第1、第2、第3、第4）
- 希爾頓酒店大阪、希爾頓Plaza East
- 希爾頓Plaza West
- 大阪花園城
  - Herbis Ent（ハービスエント）
  - Herbis Osaka（ハービスオオサカ）
  - 毎日新聞大廈（毎日新聞大阪本社、體育日本新聞社、Oval Hall（オーバルホール））
- 新梅田City
  - 梅田藍天大廈
  - 威斯汀酒店大阪

## 車站便當
- あげ巻き壽司
- 味道樂
- うなぎめし
- 大阪壽司
- 活小鯛壽司
- 花音
- かのんかのん

- 赤飯便當
- 鯛壽司
- 浪花御前
- 八角便當
- 花響
- 夢紀行

## 利用狀況
2018年度1日平均上車人次為433,637人。JR西日本車站排行第1位，是京阪神與西日本最多乘客的車站，JR集團中全體僅次於新宿站、池袋站、東京站排行第4位。2017年度一日上下車人次為863,086人。
1987年度起至1995年度的8年間上車人次增加了16萬人以上，總數超過47萬人。1997年3月8日鄰接的JR東西線北新地站開業後上車人次減少，跌至42萬人左右，2009年3月20日阪神難波線開業後至2010年度大跌至40萬人。故此，與同年度JR各社上車人次比較跌至比以前大阪站下位的橫濱站（JR東日本）低1位，排行第5位，但2011年5月4日大阪車站城開業後，JR大阪站的使用者比前年同期增加14%。此外，大阪站翻新效果顯著，節日期間的使用比前年增加7%。結果在2012年度與JR各社上車人次比較，同時超過橫濱站與澀谷站（JR東日本）排行第3位。而2015年度東京站再超越，跌至第4位。
各年度1日平均上車人次如下表。
- 1985年度以前1日平均上車人次以每年度上車人次除365（閏年則除366）的數值，小数點第一位四捨五入得出。
- 定期率為定期上車人次除總上車人次的值，以百分比顯示，小數點第二位四捨五入。

| 年度               | 1日平均上車人次 | 1日平均上車人次 | 1日平均上車人次 | 來源        |
| 年度               | 總數            | 定期            | 定期率          | 來源        |
| ------------------ | --------------- | --------------- | --------------- | ----------- |
| 1980年（昭和55年） | 284,636         |                 | 64.1%           | [ 統計 2 ]  |
| 1981年（昭和56年） | 279,107         |                 | 64.2%           | [ 統計 3 ]  |
| 1982年（昭和57年） | 272,721         |                 | 64.6%           | [ 統計 4 ]  |
| 1983年（昭和58年） | 281,464         |                 | 63.2%           | [ 統計 5 ]  |
| 1984年（昭和59年） | 286,677         |                 | 63.6%           | [ 統計 6 ]  |
| 1985年（昭和60年） | 292,556         |                 | 63.4%           | [ 統計 7 ]  |
| 1986年（昭和61年） |                 |                 |                 |             |
| 1987年（昭和62年） | 316,334         |                 |                 | [ 統計 8 ]  |
| 1988年（昭和63年） | 326,138         | 206,793         | 63.4%           | [ 統計 9 ]  |
| 1989年（平成元年） | 368,203         | 215,637         | 58.6%           | [ 統計 10 ] |
| 1990年（平成02年） | 400,043         | 228,789         | 57.2%           | [ 統計 11 ] |
| 1991年（平成03年） | 414,234         | 239,115         | 57.7%           | [ 統計 12 ] |
| 1992年（平成04年） | 430,109         | 249,674         | 58.0%           | [ 統計 13 ] |
| 1993年（平成05年） | 437,581         | 255,136         | 58.3%           | [ 統計 14 ] |
| 1994年（平成06年） | 444,277         | 259,803         | 58.5%           | [ 統計 15 ] |
| 1995年（平成07年） | 477,918         | 275,651         | 57.7%           | [ 統計 16 ] |
| 1996年（平成08年） | 475,887         | 274,959         | 57.8%           | [ 統計 17 ] |
| 1997年（平成09年） | 439,302         | 256,473         | 58.4%           | [ 統計 18 ] |
| 1998年（平成10年） | 429,719         | 248,451         | 57.8%           | [ 統計 19 ] |
| 1999年（平成11年） | 425,461         | 243,474         | 57.2%           | [ 統計 20 ] |
| 2000年（平成12年） | 424,259         | 241,612         | 56.9%           | [ 統計 21 ] |
| 2001年（平成13年） | 430,995         | 241,777         | 56.1%           | [ 統計 22 ] |
| 2002年（平成14年） | 419,770         | 239,208         | 57.0%           | [ 統計 23 ] |
| 2003年（平成15年） | 425,876         | 240,172         | 56.4%           | [ 統計 24 ] |
| 2004年（平成16年） | 426,348         | 240,511         | 56.4%           | [ 統計 25 ] |
| 2005年（平成17年） | 425,197         | 239,462         | 56.3%           | [ 統計 26 ] |
| 2006年（平成18年） | 423,454         | 237,654         | 56.1%           | [ 統計 27 ] |
| 2007年（平成19年） | 425,010         | 236,289         | 55.6%           | [ 統計 28 ] |
| 2008年（平成20年） | 422,429         | 233,298         | 55.2%           | [ 統計 29 ] |
| 2009年（平成21年） | 401,485         | 225,260         | 56.1%           | [ 統計 30 ] |
| 2010年（平成22年） | 394,503         | 220,602         | 55.9%           | [ 統計 31 ] |
| 2011年（平成23年） | 406,576         | 220,755         | 54.3%           | [ 統計 32 ] |
| 2012年（平成24年） | 413,614         | 221,325         | 53.5%           | [ 統計 33 ] |
| 2013年（平成25年） | 429,519         | 226,571         | 52.7%           | [ 統計 34 ] |
| 2014年（平成26年） | 423,758         | 223,741         | 52.8%           | [ 統計 35 ] |
| 2015年（平成27年） | 431,743         | 226,384         | 52.4%           | [ 統計 36 ] |
| 2016年（平成28年） | 431,543         | 226,555         | 52.5%           | [ 統計 37 ] |
| 2017年（平成29年） | 436,187         | 228,853         | 52.5％          |             |
| 2018年（平成30年） | 433,637         |                 |                 |             |

## 相鄰車站
※特急、急行列車的停車站參見各列車記事。
西日本旅客鐵道
 JR京都線、 JR神戶線、 JR寶塚線（東海道本線）
- 寢台特急「日出瀨戶」「日出出雲」停車站（只限上行停車）、關空特急「遙」、特急「超級白兔」「東方白鸛」「黑潮」停車站、「雷鳥」「飛驒」「琵琶湖特快」「濱風」到發站

■新快速、■快速（JR寶塚線除外）
新大阪（JR-A46）－大阪（JR-A47）－尼崎（JR-A49）
■丹波路快速、■快速（JR寶塚線）、■普通（此站到發的JR寶塚線）
大阪（JR-G47）－尼崎（JR-G49）
■普通（上記以外）
新大阪（JR-A46）－大阪（JR-A47/JR-G47）－塚本（JR-A48/JR-G48）
 大阪環狀線
■大和路快速、■區間快速、■關空快速、■紀州路快速、■快速、■直通快速（只限外環運行）、■普通
天滿（JR-O10）－大阪（JR-O11）－福島（JR-O12）
 大阪東線
■直通快速、■普通
大阪（JR-F01）－新大阪（JR-F02）

### 廣報資料、新聞稿等一次資料

#### 統計資料
1. ↑  . 西日本旅客鉄道.   [2019-09-27]. （原始内容存档于2019-10-22）.
2. ↑  昭和56年度大阪府統計年鑑（昭和57年3月刊行）運輸及び通信PDF - 大阪府 p.186
3. ↑  昭和57年度大阪府統計年鑑（昭和58年3月刊行）運輸及び通信PDF - 大阪府 p.188
4. ↑  昭和58年度大阪府統計年鑑（昭和59年3月刊行）運輸及び通信PDF - 大阪府 p.210
5. ↑  昭和59年度大阪府統計年鑑（昭和60年3月刊行）運輸及び通信PDF - 大阪府 p.190
6. ↑  昭和60年度大阪府統計年鑑（昭和61年3月刊行）運輸及び通信PDF - 大阪府 p.210
7. ↑  昭和61年度大阪府統計年鑑（昭和62年3月刊行）運輸及び通信PDF - 大阪府 p.210
8. ↑  『'88 JR西日本』西日本旅客鉄道、1988年、p.20。
9. ↑  平成2年度大阪府統計年鑑（平成3年3月刊行）運輸及び通信PDF - 大阪府 p.212
10. ↑  平成2年度大阪府統計年鑑（平成3年3月刊行）運輸及び通信PDF - 大阪府 p.212
11. ↑  平成3年度大阪府統計年鑑（平成4年3月刊行）運輸及び通信PDF - 大阪府 p.212
12. ↑  平成4年度大阪府統計年鑑（平成5年3月刊行）運輸及び通信PDF - 大阪府 p.212
13. ↑  平成5年度大阪府統計年鑑（平成6年3月刊行）運輸及び通信PDF - 大阪府 p.194
14. ↑  平成6年度大阪府統計年鑑（平成7年3月刊行）運輸及び通信PDF - 大阪府 p.192
15. ↑  平成7年度大阪府統計年鑑（平成8年3月刊行）運輸及び通信PDF - 大阪府 p.194
16. ↑  平成8年度大阪府統計年鑑（平成9年3月刊行）運輸及び通信PDF - 大阪府 p.190
17. ↑  平成9年度大阪府統計年鑑（平成10年3月刊行）運輸及び通信PDF - 大阪府 p.194
18. ↑  平成10年度大阪府統計年鑑（平成11年3月刊行）運輸及び通信PDF - 大阪府 p.194
19. ↑  平成11年度大阪府統計年鑑（平成12年3月刊行）運輸及び通信PDF - 大阪府 p.194
20. ↑  平成12年度大阪府統計年鑑（平成13年3月刊行）運輸及び通信PDF - 大阪府 p.206
21. ↑  大阪府統計年鑑（平成14年3月刊行）JR各駅別乗車人員 - 大阪府
22. ↑  大阪府統計年鑑（平成15年3月刊行）JR各駅別乗車人員 - 大阪府
23. ↑  大阪府統計年鑑（平成16年3月刊行）JR各駅別乗車人員 - 大阪府
24. ↑  大阪府統計年鑑（平成17年3月刊行）JR各駅別乗車人員 - 大阪府
25. ↑  大阪府統計年鑑（平成18年3月刊行）JR各駅別乗車人員 - 大阪府
26. ↑  大阪府統計年鑑（平成19年3月刊行）JR各駅別乗車人員 - 大阪府
27. ↑  大阪府統計年鑑（平成20年3月刊行）JR各駅別乗車人員 - 大阪府
28. ↑  大阪府統計年鑑（平成21年3月刊行）JR各駅別乗車人員 - 大阪府
29. ↑  大阪府統計年鑑（平成22年3月刊行）JR各駅別乗車人員 - 大阪府
30. ↑  大阪府統計年鑑（平成23年3月刊行）JR各駅別乗車人員 - 大阪府
31. ↑  大阪府統計年鑑（平成24年3月刊行）JR各駅別乗車人員 - 大阪府
32. ↑  大阪府統計年鑑（平成25年3月刊行）JR各駅別乗車人員 - 大阪府
33. ↑  大阪府統計年鑑（平成26年3月刊行）JR各駅別乗車人員 - 大阪府
34. ↑  大阪府統計年鑑（平成27年3月刊行）JR各駅別乗車人員 - 大阪府
35. ↑  大阪府統計年鑑（平成28年3月刊行）JR各駅別乗車人員 - 大阪府
36. ↑  大阪府統計年鑑（平成29年3月刊行）JR各駅別乗車人員 - 大阪府
37. ↑  大阪府統計年鑑（平成30年3月刊行）JR各駅別乗車人員 - 大阪府

## 外部連結
- 大阪｜車站資訊：JR出門網 - 西日本旅客鐵道

34°42′7″N 135°29′22″E / 34.70194°N 135.48944°E